# Äran och hjältarna
Äran och hjältarna är en roman av Jan Fridegård utgiven 1938. Den handlar om författarens egna erfarenheter av pennalism och förtryck på ett kavalleriregemente där han tjänstgjorde i tre år.

## Källa
Jan Fridegård, Äran och hjältarna med förord av författaren, Folket i Bilds förlag 1953